# 晶体管 (游戏)
《晶体管》（又译“晶体剑”）是一款科幻动作角色扮演游戏。游戏由Supergiant Games开发，并于发行2014年首次发行。游戏对应Microsoft Windows、PlayStation 4、OS X、Linux、iOS。《晶体管》所有平台到2015年1月时售出60万套 。游戏在2016年12月在Steam版本上增加了中文游戏内容。
本作的音乐是一大亮点，获得了2014年游戏大奖和IGN 2014大奖中音乐相关奖项的提名。